# Noord-Pemba
Noord-Pemba (Swahili: Kaskazini Pemba) is een van de 26 administratieve regio's van Tanzania en een van de
twee die op het eiland Pemba gelegen zijn. De regio werd rond 1982
gecreëerd door de tweedeling van het eiland. De regio heeft een
oppervlakte van 574 km² en telde in 2012 ruim 210.000 inwoners. De hoofdstad van de
regio is Wete.

## Grenzen
Als eilandregio heeft Noord-Pemba zeegrenzen:
- Met de Indische Oceaan rondom, het zuiden uitgezonderd.

Noord-Pemba heeft slechts één regionale grens:
- Met Zuid-Pemba in het zuiden.

## Districten
De regio is onderverdeeld in twee districten:
- Micheweni
- Wete